# Catherine McMichael
Catherine McMichael (1954) is een Amerikaans componiste, muziekpedagoog, dirigent, arrangeur, pianiste en muziekuitgever.

## Levensloop
McMichael studeerde aan de Universiteit van Michigan in Ann Arbor en behaalde aldaar haar Bachelor of Music in pianospel en later ook haar Master of Music in kamermuziek en begeleiding. Vervolgens werd zij docente aan de Saginaw Valley State University (SVSU) in Saginaw. Verder is zij dirigent van de handbell choir aan de First United Methodist Church in Saginaw en gastdirigent van de Saginaw Choral Society en het Saginaw Bay Symphony Orchestra. Zij deed cursussen en workshops aan verschillende inrichtingen en instituten in de Verenigde Staten, het Verenigd Koninkrijk en in Australië.
Voor de publicatie van een gedeelte van haar eigen werk heeft zij een muziekuitgeverij opgericht. 
Zij is gehuwd met de violist Rod Bieber. 

## Composities

### Werken voor orkest
- 1999 Lake Music
- 2000 The Navigator, voor orkest
- 2008 Galena Milwaukee Breakdown, voor strijkorkest[1]
- 2009 Lore of the Dreamcatcher, voor orkest
- A Joyful Noise, voor orkest
- Coronado, voor strijkorkest
- Generous Land, voor strijkorkest

### Werken voor harmonieorkest en koperensemble
- 2003 Sapphire, concert voor altsaxofoon en harmonieorkest
- 2003 Proud Titania, voor groot koperensemble (3 trompetten, 4 hoorns, 3 trombones, bariton/eufonium, tuba, pauken en slagwerk)
- 2004 New Rigged Ship - Jefferson & Liberty, voor harmonieorkest
- 2004 Sword Dancer, voor hobo (solo) en harmonieorkest
- 2005 Pax, voor harmonieorkest
- 2005 Spirit of the Shannon, concertante voor dwarsfluit en harmonieorkest
- Bigler's Crew, voor marimba (solo), harmonieorkest en cd
- Cape Breton Postcard, voor harmonieorkest
  1. The Dawn
  2. The Mist
- Huron Passage, voor harmonieorkest
- Lewis & Clark, voor harmonieorkest
- Low Bridge, Everybody Down, voor harmonieorkest
- The Persia, voor harmonieorkest
- Woodland Serenade and Rondo, voor altsaxofoon (solo) en harmonieorkest

### Vocale muziek

#### Werken voor koor
- 1998 Seven Saints and Sinners, voor dubbel gemengd koor, blaaskwintet en piano
  1. The Pious Monk
  2. The Evil Influence
  3. The Warrior Saint
  4. Mother and Child
  5. Temptation
  6. Eve/The Good Influence
- 1999 Song of Ruth, voor gemengd koor en orgel
- 1999 American Voices, voor gemengd koor, altsaxofoon en piano
- 2000 Song For My Brethren, voor driestemmig koor (SAB), glockenspiel en toetseninstrument
- Le Porte Del Paradiso, voor gemengd koor, blazers en orgel
  1. Overture
  2. In The Beginning
  3. Cain Lies To God
  4. Noah Leaves the Ark
  5. The Conquest of Jericho
  6. David Challenges Goliath
  7. Sarah At The Tent
  8. Jacob Steals Esau's Birthright
  9. Moses Receives The Ten Commandments from God
  10. A Great Deliverance
  11. King Solomon Welcomes the Queen of Sheba at Court
  12. Benediction

#### Liederen
- 1995 Mariko Suite, voor zangstem, dwarsfluit en piano
- Dog Chronicles, voor sopraan, klarinet, dwarsfluit en piano
- Scores Of Love, voor tenor, altsaxofoon en piano
- Stopping By Woods, voor tenor, sopraansaxofoon en piano

### Kamermuziek
- 1992 Floris, voor fluitkwartet en piano (of harp) 
  1. Trillium
  2. Babys Breath
  3. Lily Pond
  4. Snow Drops
  5. Calla
- 1995 A Gaelic Offering, voor fluitkwartet
  1. Rose Cottage
  2. The Doubtful Wife
  3. Lake Solace
  4. Describe a Circle
- 1997 A Life In The Sun, voor drie strijkers en piano
- 1997 La Lune et les Etoiles, voor fluitkwartet (of fluitkoor)
- 1998 Legends of the Greenwood, voor fluitkwartet 
  1. Hiawatha
  2. Evangeline
  3. Paul Bunyan
- 2000 The Académie of Dance, voor fluitkwartet en piano
- 2000 Children Of The Wind, voor fluitkwartet
- 2000 Silver Celebration, voor fluitkoor/fluitorkest[2]
- 2003 A Basque Noel, voor koperkwintet
- 2003 Sapphire, voor altsaxofoon en piano
- 2004 Salt of the Earth, voor fluitkwartet (2 dwarsfluiten, altfluit en basfluit)
  1. Tranquility
  2. Ferocity
  3. Prosperity
  4. Iniquity
  5. Audacity
- 2006 Sketches, voor dwarsfluit en klarinet
  1. Dove Tails
  2. Difference Tones
- 2007 Christmas Exultations, voor fluitkwartet
- A Short Dance Suite, voor dwarsfluit, klarinet en altsaxofoon
- Aria and Scherzo, voor strijkkwartet en piano
- As She Was, voor dwarsfluit en piano
- Beach Music, voor fluitkwartet
- Contra Songs, voor contrabasfluit (solo) en fluittrio (dwarsfluit, altfluit en basfluit)
- Eclectic Trio, voor dwarsfluit, klarinet en altsaxofoon
- Fantasy on Coventry Carol, voor fluitkoor/fluitorkest
- Finding Peace, voor althobo en piano
- Flutes Fantastique, voor fluitkwartet
- For Hope, voor basklarinet en piano
- Fusion Suite, voor baritonsaxofoon en piano
- Hymns of Grace, voor twee violen (altviool, cello) en piano
- Hymns of Peace, voor twee violen (altviool, cello) en piano
- Hymns of Power, voor twee violen (altviool, cello) en piano
- Hymns of Praise, voor twee violen (altviool, cello) en piano
- Hymns of the Nativity, voor twee violen (altviool, cello) en piano
- Legend Of The Sleeping Bear, voor fluitkoor/fluitorkest
- Little Songs From The Prairie, voor drie violen, cello en piano
- Michigama Suite, voor altsaxofoon en piano
- Northern Lights, voor strijkkwartet en piano
- On A Snowy Evening, voor sopraansaxofoon hoorn en piano
- Rose Quartet, voor twee violen, cello en piano
- Serenada Romanesca, voor viool, cello en piano
- Serenade and Jive, voor dwarsfluit, hoorn en piano
- Suite for the Sweets, voor twee violen en piano
- Summits, voor viool, cello en piano
- Sword Dancer, voor hobo en piano
- Tall Grass, voor fluitkwartet
- Three Philosophies, voor altfluit, basfluit en contrabasfluit

### Werken voor orgel
- 2001 Le Porte del Paradiso (The Gates of Paradise)

### Werken voor piano
- Ballad of Siobhan ni Laoghaire, voor twee piano's
- Christmas Around The Keyboard 3 volumes
- I'll Take You Home Again, Kathleen, voor twee piano's
- Portraits

### Werken voor harp
- The Way To The Stars (Le Chemin Aux Étoiles)

### Pedagogische werken
- Making Music My Own